# Hogna trunca
Hogna trunca este o specie de păianjeni din genul Hogna, familia Lycosidae, descrisă de Yin, Bao și Zhang, 1996. Conform Catalogue of Life specia Hogna trunca nu are subspecii cunoscute.